# Pica-Pau (personagem)
Pica-Pau (no original em inglês Woody Woodpecker e denominada em Portugal O Pica-Pau) é um personagem da série estadunidense de mesmo nome, um pica-pau antropomórfico (animal com corpo e características humanas), que estrelou vários curta-metragens de animação produzidos pelo estúdio de Walter Lantz e distribuídos pela Universal Pictures. Embora não seja o primeiro dos personagens "malucos" que se tornaram populares nos anos 1940, o Pica-Pau é considerado um dos personagens mais notáveis do gênero.
O Pica-Pau foi criado em 1940 por Walter Lantz e o desenhista de storyboard Ben Hardaway aparecendo pela primeira vez em "Knock Knock". Em seus primeiros desenhos animados, o Pica-Pau aparece como um pássaro louco, com uma aparência considerada grotesca, que surgiu na esteira do sucesso de Pernalonga e Patolino da Warner Bros. Porém, ao longo dos anos, ele sofreu diversas mudanças no seu visual, ganhando traços mais simpáticos, uma aparência mais refinada e um temperamento mais tranquilo. Nos Estados Unidos, o Pica-Pau teve inicialmente a voz original por Mel Blanc, que também fez as vozes de quase todos os personagens do sexo masculino das séries Looney Tunes e Merrie Melodies. Como voz original do Pica-Pau, Blanc foi sucedido por Ben Hardaway, um dos criadores do desenho, e mais tarde por Grace Stafford, esposa de Walter Lantz Cherry Davis em Who Framed Roger Rabbit? fez sua voz original. Billy West fez sua voz em The New Woody Woodpecker Show. Eric Bauza fornece sua voz maluca e agitada em Woody Woodpecker (filme) e Woody Woodpecker (2018).
Os desenhos do Pica-Pau foram transmitidos na televisão pela primeira vez em 1957, no programa The Woody Woodpecker Show, que mostrava novas sequências animadas do Pica-Pau interagindo com as filmagens em live-action de Walter Lantz, como se uma pessoa e um desenho animado estivessem apresentando o programa juntos.
Lantz produziu os curta-metragens do Pica-Pau até 1972, quando fechou definitivamente seu estúdio. Desde então, o personagem só voltou a reaparecer em 1999, no programa The New Woody Woodpecker Show, produzido pela Universal Animation Studios de 1999 a 2002. O Pica-Pau é um dos poucos personagens de desenho animado que possui uma estrela na Calçada da Fama. Ele também fez uma pequena aparição junto com outros personagens famosos no filme Who Framed Roger Rabbit, de 1988.
Assim como Mickey Mouse da The Walt Disney Company e Pernalonga da Warner Bros., Pica-Pau é o mascote oficial do Universal Studios. Os seus amigos também são ícones dos parques temáticos da Universal Studios em todo o mundo, assim como no PortAventura Park no PortAventura World, Salou, Catalunha (eles foram originalmente trazidos para o parque pela Universal Studios e permanecem lá hoje apesar da Universal não mais ter participação financeira no parque). A última aparição do Pica-Pau foi em um filme híbrido de live-action e animação CGI, que foi lançado no Brasil e em Portugal (NOS Lusomundo Cinemas) em 5 de outubro de 2017 e recebeu muitas críticas negativas. O filme foi posteriormente distribuído em DVD nos Estados Unidos em 6 de fevereiro de 2018.

## Origem
De acordo com um agente de imprensa de Walter Lantz, a ideia de criar o Pica-Pau surgiu durante um incidente ocorrido na noite de núpcias do desenhista com Grace Stafford no Lago Sherwood, quando um pica-pau irritante passou a noite inteira bicando o telhado do chalé que haviam alugado, não deixando que o casal dormisse. Quando o pássaro foi embora, eles descobriram que o pica-pau havia feito um monte de buracos no telhado, por onde a chuva começou a entrar, arruinando de uma vez a noite. A esposa de Walter Lantz, então, teria sugerido que o marido criasse um pica-pau irritante para aparecer em seus desenhos animados. Esta história, porém, não tem muita credibilidade, já que Walter e Grace somente se casaram em 1941, depois que o desenho já havia estreado no cinema.

## História

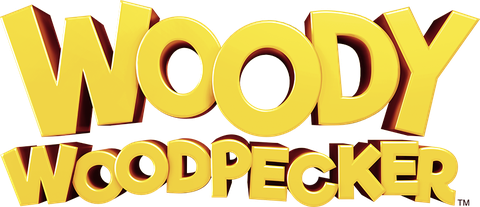
Logotipo do filme

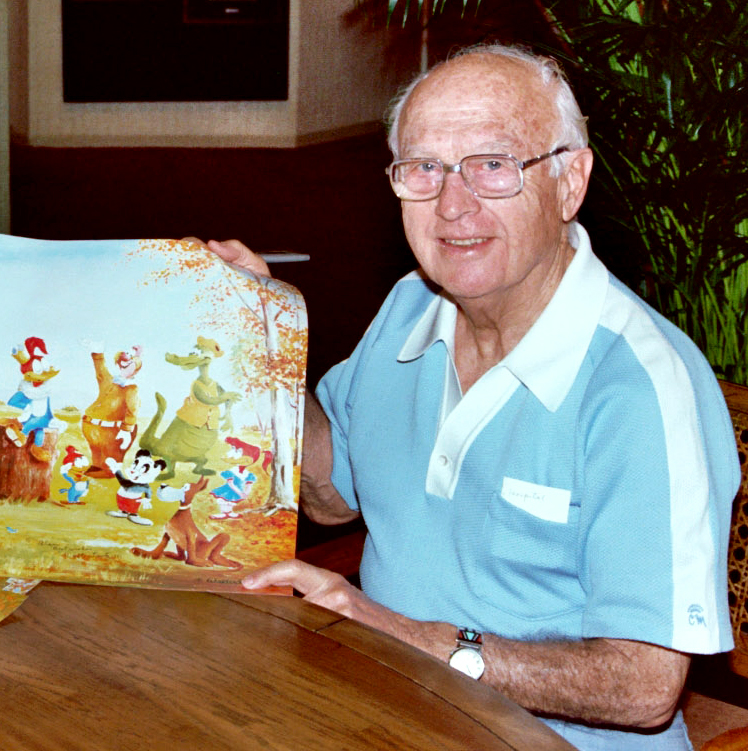
Walter Lantz

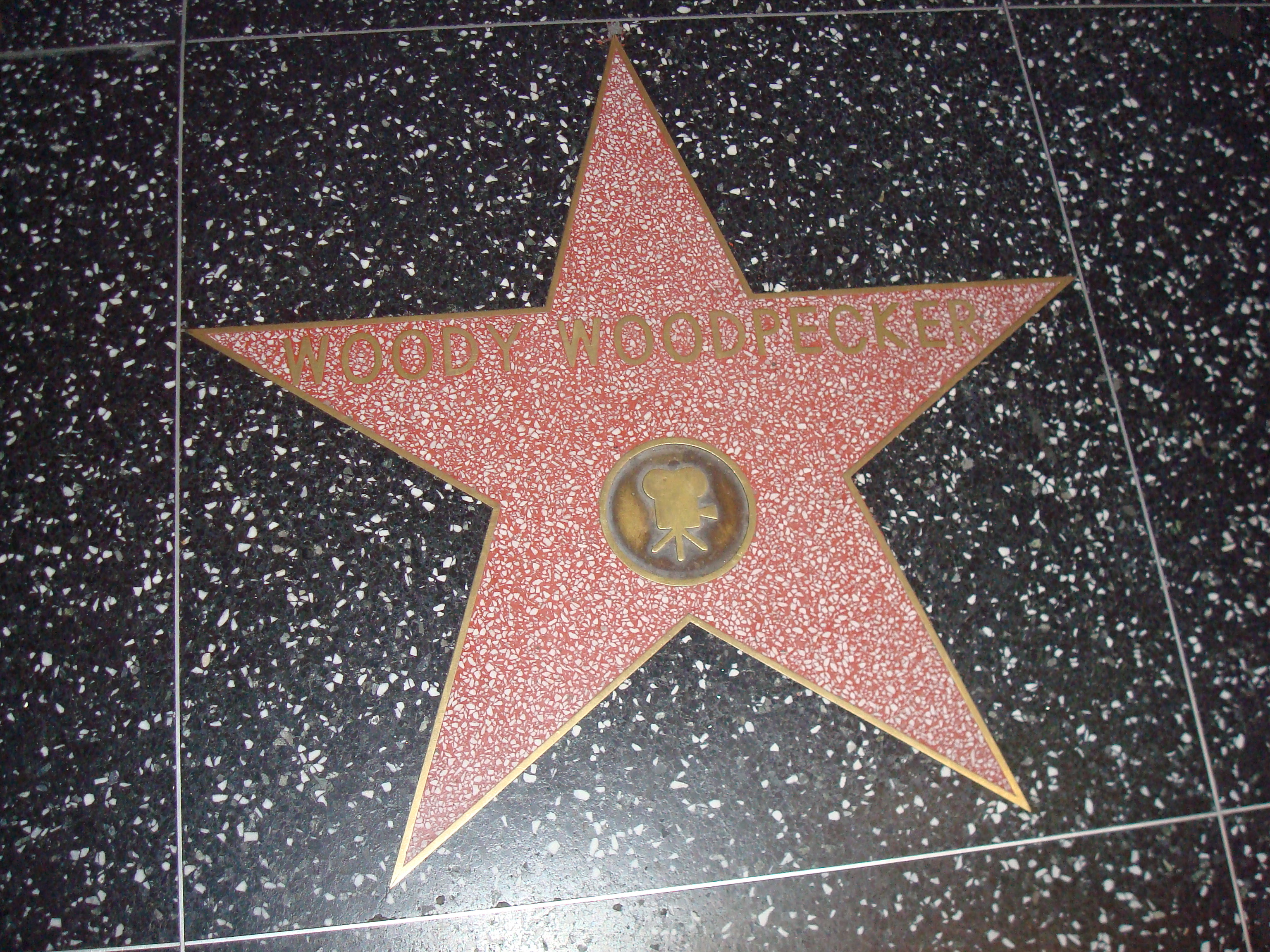
Estrela do Pica-pau na Calçada da Fama de Hollywood.

Walter Lantz estava em lua-de-mel quando teve a ideia de criar o Pica-Pau, por conta de um exemplar do pássaro que o atormentou e o divertiu na noite de núpcias.
Em 1940, Walter Lantz decidiu que só um novo desenho não era suficiente para tornar seu estúdio famoso. Ele queria um personagem que, com o tempo, evoluísse para uma estrela completa. Então, ele e sua equipe de animadores apresentaram um novo adversário para Andy Panda e seu pai lidarem: um pica-pau louco.
Mas quando Walter Lantz mostrou o desenho do Pica-Pau, intitulado "Knock Knock", a Bernie Kreisler, chefe de departamento da Universal Studios, este o rejeitou, dizendo que aquele passarinho era a coisa mais feia e desajeitada que ele já tinha visto. Porém, Lantz insistiu para que o produzissem, dizendo que ele estava apostando tudo no personagem. A Universal atendeu aos seus pedidos e produziu o desenho, que fez um sucesso estrondoso. Então, Kreisler pediu a Walter Lantz novos episódios, como se nada tivesse acontecido. Depois do sucesso do Pica-Pau como coadjuvante no desenho do Andy Panda, eles resolveram fazer um desenho onde o personagem apareceria sozinho e seria o astro. Então, Lantz precisou de um nome para o Pica-Pau e decidiu chamá-lo de "Woody Woodpecker", que foi também o título do primeiro desenho animado do Pica-Pau.
O público reagiu bem a Knock Knock, e Lantz percebeu que finalmente encontrou uma estrela para substituir o decadente Oswald the Lucky Rabbit. Woody estrelou em vários filmes. Com seu comportamento impetuoso, o personagem foi um sucesso natural durante a Segunda Guerra Mundial. Sua imagem apareceu em aeronaves americanas como artes em narizes e em refeitórios, e o público na frente de casa assistiu Woody lidar com problemas familiares, como a escassez de alimentos. O desenho animado Woody de 1943, The Dizzy Acrobat, foi nomeado para o Oscar de Melhor Curta (Cartoons) de 1944, que perdeu para o desenho animado de Tom e Jerry da MGM, The Yankee Doodle Mouse. A estreia de Woody Woodpecker também marcou uma mudança no estilo de direção do estúdio Walter Lantz, já que o personagem foi fortemente inspirado pelo personagem Patolino criado por Tex Avery, Looney Tunes, da Warner Bros. em termos de humor, e foi isso que deu fama ao estúdio Walter Lantz. Curiosamente, o próprio Avery nunca dirigiu um curta do Pica-Pau no pouco tempo em que esteve no estúdio Walter Lantz.
Em 1947, as negociações de renovação do contrato entre a Lantz e a Universal (agora Universal-International) fracassaram, e Lantz começou a distribuir seus cartuns através da United Artists.:161 Os curtas distribuídos pela UA apresentavam animação de alta qualidade, a influência de Dick Lundy (os orçamentos dos filmes permaneceram os mesmos).: 172–175 Ex-animadores da Disney, como Fred Moore e Ed Love, começaram a trabalhar na Lantz e ajudaram Lundy a adicionar toques do estilo Disney aos desenhos de Woody. Apesar do estilo Disney adicionado aos desenhos animados posteriores, os desenhos de Woody ainda tentam manter uma boa dose de pastelão e humor maluco dos desenhos animados pré-Lundy.

### Problemas financeiros/hiato
Problemas financeiros na United Artists durante o rescaldo do caso Paramount – que forçou os distribuidores de filmes a encerrar a prática de reservar em bloco ou vender curtas e longas-metragens para os cinemas em pacotes – afetaram Lantz. As receitas que Lantz recebeu da distribuição de seus desenhos animados pela UA foram muito menores do que seus retornos haviam sido da Universal, e uma vez que o estúdio Lantz atingiu o limite de US $ 250.000 da dívida do Bank of America, Lantz foi forçado a fechar o estúdio.  172–175 Ele começou uma série de dispensas escalonadas em dezembro de 1948 até que o trabalho no último curta-metragem de Lantz dos anos 1940, o desenho animado Woody Drooler's Delight, foi concluído no estúdio fechado no início de 1949.
Walter Lantz Productions permaneceu fechado por um ano civil completo. Durante este tempo, Walter Lantz e sua esposa, a atriz Grace Stafford, viajaram pela Europa, a fim de gastar dinheiro apreendido lá após a Segunda Guerra Mundial e também para entreter as bolsas universais europeias que ainda distribuem os desenhos animados Lantz da era Universal.: 179–182 Mantendo o estúdio fechado enquanto os desenhos animados Woody Woodpecker da Universal e United Artists ainda estavam em distribuição, Lantz foi capaz de acumular renda suficiente para pagar as dívidas do estúdio e atualizar o estúdio, após o que o estúdio finalmente reabriu com um equipe reduzida.: 179–182

### Últimos curtas
O primeiro novo projeto do revivido estúdio Lantz foi um segmento animado do longa-metragem Destination Moon (1950), produzido pelo amigo de Lantz, George Pal. No segmento, os astronautas veem um filme educacional animado com Woody Woodpecker explicando a propulsão do foguete .:183–185
Começando com Destination Moon, a voz de Woody foi assumida por Grace Stafford. De acordo com os Lantz, Stafford colocou uma gravação de si mesma em uma pilha de fitas de audição, e seu marido a escolheu sem saber sua identidade.:185-186 Lantz também começou a fazer com que Stafford fornecesse a risada de Woody, devido ao acordo judicial com Mel Blanc. Stafford não foi creditado a seu próprio pedido até Misguided Missile (1958), pois ela sentiu que o público poderia rejeitar uma mulher interpretando a voz de Woody. Stafford também fez o possível para suavizar o personagem por meio de seu trabalho de voz, para apaziguar as reclamações da Universal sobre a rouquidão de Woody.
Lantz assinou novamente com a Universal (agora Universal-International) em 1950, e começou a produção de duas entradas que o diretor Dick Lundy e os contadores de histórias Ben Hardaway e Heck Allen haviam começado antes da dispensa de 1948. Esses curtas não têm crédito de diretor, como Lantz afirmou ter dirigido ele mesmo. Puny Express (1951) foi o primeiro a ser lançado, seguido por Sleep Happy. Esses curtas marcaram um afastamento dos curtas orientados pelo diálogo anteriores. Embora Stafford agora fosse a voz do Woody, seu trabalho era limitado, já que Woody (e outros personagens) raramente falava na primeira dúzia de curtas. Foi por causa dessas entradas que Woody se tornou popular fora do mundo de língua inglesa, graças à falta de uma barreira de idioma. (os curtas da Pantera Cor-de-Rosa dos anos 1960 e 1970 também desfrutaram de popularidade mundial devido a esse luxo de pantomima).
Seguiram-se mais nove desenhos animados de Woody dirigidos por Lantz, antes de Don Patterson se tornar o novo diretor de Woody em 1953. O pássaro foi redesenhado novamente, desta vez pelo animador LaVerne Harding. Harding tornou Woody menor, mais bonito e moveu sua crista para frente de sua posição original para trás. (O pequeno logotipo do Lantz Studios visto no início de cada desenho - Woody como um cavaleiro de armadura a cavalo carregando uma lança - continuou por um tempo a exibir Woody com seu antigo topete.) Para The Tree Medic de 1955, uma última reforma foi dada a o pica-pau, transformando o olho de Woody em um simples ponto preto e tirando a íris verde / avelã que ele possuía desde o início. No entanto, os olhos de Woody não foram alterados nas introduções do cartoon e permaneceram verdes pelo resto da produção dos curtas. Durante esse tempo, a introdução também foi alterada. Em vez de ter o nome de Woody na tela e Woody bicando um buraco na tela para se apresentar, Woody agora bica seu caminho na tela, cumprimentando o público com seu icônico "Guess Who?" (Adivinhe quem e?), Em seguida, esculpiu seu nome em um marrom ou fundo de madeira cinza e pulou pela tela enquanto ria.
Em 1955, Paul J. Smith assumiu como diretor principal dos curtas de Woody, com curtas de preenchimento periódicos dirigidos por Alex Lovy e Jack Hannah, entre outros. Com Smith a bordo, os curtas mantiveram uma dose saudável de energia frenética, enquanto a animação em si foi simplificada, devido a restrições orçamentárias.
Além de Grace Stafford, esposa de Lantz, ter feito a voz de Woody, o que fez o cartoon voltar a ser mais orientado para o diálogo, os talentos vocais durante este período foram geralmente divididos entre Dal McKennon e Daws Butler. Vários dos costars recorrentes de Woody também foram introduzidos durante esta época, como Gabby Gator (com voz de Daws Butler em uma voz de Ozarks, um dialeto sul ligeiramente diferente do que ele usou para Huckleberry Hound). Gabby apareceu pela primeira vez em Everglade Raid (como "Al I. Gator"). Outros filmes parearam Woody com uma namorada, Winnie Woodpecker (com de Grace Stafford), e uma sobrinha e sobrinho, Splinter e Knothead (ambos com de June Foray). Outros antagonistas com os quais Woody lidou foram Ms. Meany (com de Grace Stafford) e Dapper Denver Dooley (dublada por Dallas McKennon).

### O Pica-Pau na Era da Televisão
Como Lantz estava lutando financeiramente, a longevidade do Pica-Pau foi assegurada quando seus desenhos passaram a ser exibidos na televisão, no programa The Woody Woodpecker Show (no Brasil ganhou o título O Pica-Pau e seus Amigos, também conhecido como A Turma do Pica-Pau, O Show do Pica-Pau ou simplesmente O Pica-Pau), transmitido pela ABC. O programa semanal de meia-hora consistia em uma compilação de três curta-metragens cinematográficos do Pica-Pau, seguidos por um breve comentário de Walter Lantz, o apresentador do programa, cujas filmagens em live-action interagiam com novas sequências animadas do Pica-Pau, como se uma pessoa e um desenho animado estivessem apresentando o programa juntos. O programa foi exibido originalmente de 1957 a 1958 e, em seguida, entrou em sindicação até 1966, ganhando uma nova temporada em 1970 para ser exibido na NBC. A NBC obrigou Lantz a editar grande parte dos desenhos animados mais antigos, fazendo-o cortar as cenas que continham violência, o que Lantz fez relutantemente. Além disso, o próprio Pica-Pau também teve que sofrer mudanças no seu comportamento, ganhando uma personalidade mais tranquila e menos agressiva. O primeiro desenho notável que mostrou o Pica-Pau assim foi Não Puxem Minhas Penas ("Franken-Stymied"), de 1961. A popularidade do Pica-Pau havia sido baseada em suas atitudes loucas e maníacas, e por volta de 1961 estas características foram eliminadas em favor de um personagem mais sério. Isso aconteceu devido à grande presença do personagem na televisão, o que levou Lantz a cumprir as rigorosas normas de censura da violência na televisão para as crianças.
O Pica-Pau continuou a estrelar novos curtas de animação nos cinemas até 1972, quando Lantz fechou definitivamente o seu estúdio, devido ao aumento dos custos de produção. Seus desenhos retornaram à sindicação no final dos anos 1970. Em 1985, Lantz vendeu sua biblioteca de desenhos animados para a MCA/Universal. A Universal recompilou os desenhos para um outro The Woody Woodpecker Show em 1988. Nesse mesmo ano, o Pica-Pau fez uma pequena aparição em Who Framed Roger Rabbit, em uma cena perto do fim do filme. Neste filme, o personagem foi dublado por Cherry Davis. Em 1995, o personagem apareceu em um comercial da Pepsi junto com Shaquille O'Neal, estrela da NBA.
Desde então, o Pica-Pau só voltou a reaparecer em 1999, na série de animação The New Woody Woodpecker Show, produzida pela Universal Animation Studios, que foi exibida originalmente na Fox Kids nas manhãs de sábado de 1999 a 2003. A série apresenta os primeiros desenhos animados do Pica-Pau a serem produzidos em mais de 20 anos, e retornaram o design do personagem para o antigo visual de 1947, e também alguns personagens tiveram o seu visual alterado como é o caso da Meany Ranheta, que teve a cor do cabelo mudada de preto para marrom e o formato do nariz um pouco alterado, e o Dooley, que aparece sem barba e com uma aparência mais jovem. Winnie, que estreou em Real Gone Woody (1954), tornou-se uma personagem semi-regular. Como Woody, Winnie foi redesenhada para se parecer quase exatamente com Woody de 1950 até 1972, com as diferenças óbvias de que ela era uma pica-pau e tinha olhos azuis. O principal antagonista de Pica-Pau era o Leôncio, que se tornou vizinho de Pica-Pau (Pica-Pau morava em uma casa na árvore no jardim da Sra. Meany e a casa da Sra. Meany era ao lado). Zeca Urubu freqüentemente aparecia, assim como a Sra. Meany e vários outros personagens mais velhos. Além disso, foram criados novos personagens como o canário Tweaky, o Doutor Lelé, a Mãe Natureza e o Texugo que sempre diz: "Oi, meu chapa!". Nesta nova série, o Pica-Pau teve a voz original por Billy West. Atualmente, o programa The Woody Woodpecker Show original é ainda reprisado com frequência na televisão, e Pica-Pau e Winnie aparecem como mascotes nos parques temáticos da Universal Studios.
Em 2018, o Universal Animation Studios anunciou uma websérie de desenhos animados intitulada Woody Woodpecker exclusivamente para o YouTube. A websérie começou a ser exibida em 3 de dezembro de 2018.

### O Pica-Pau no Brasil
O Pica-Pau foi o primeiro desenho animado a ser exibido na TV brasileira, na Rede Tupi, um dia após a sua inauguração, em 19 de setembro de 1950. Nessa época, os desenhos eram exibidos com a vozes originais (inglês) e legendado, pois a dublagem em português só surgiria em 1957. Nas revistas em quadrinhos publicadas pelas editoras brasileiras, Pica-Pau era chamado de Berimbau (O Cruzeiro) e Údi-Údi (EBAL). A Record é considerada a primeira emissora de televisão a transmitir os curta-metragens do Pica-Pau com dublagem em português, na década de 1960. No entanto, a Rede Tupi (no início da década de 1960) já transmitia os curtas-metragens com uma dublagem feita pela Herbert Richers e pela Dublasom Guanabara. Em 1981, o SBT tomou posse do desenho até 2002, quando em 2003 a TV Globo começou a transmitir o desenho com os episódios remasterizados, dentro do programa infantil TV Globinho, onde o desenho dissipou em 2004 e teve esporádicas exibições em 2005, até que a TV Globo (anteriormente Rede Globo) deixou de exibi-lo definitivamente.
Em 2006, por meio de uma parceria exclusiva com a Universal Studios, feita no ano anterior, a Record exibiu um especial com episódios de O Novo Show do Pica-Pau respectivamente às 17h, no feriado do dia 15 de novembro de 2006. Então a partir desse dia, os novos episódios ganharam espaço na programação de segunda a sexta às 18h, na mesma forma de sequência de desenhos: Pica-Pau, Picolino e outros, e outro desenho do Pica-Pau, durando até março de 2007, quando a Record começa a exibir os os curtas clássicos às 13h, sendo o primeiros cartoons "Quem Cozinha Quem" e "Hora do Banho". Entre março e abril, foram apenas exibidos os episódios da década de 1940, quando foi reprisado novamente. No dia 28 de abril de 2007, foram exibidos pela primeira vez os episódios antigos da Turma do Pica-Pau. A partir de 2009, a emissora começou a cortar os títulos dos episódios e, em 2010, parou de exibir os episódios de A Turma do Pica-Pau e O Novo Pica-Pau, deixando apenas episódios clássicos. Em 2012, a Record venceu a TV Globo com Pica-Pau em um sábado à tarde e fez um diretor do programa TV Xuxa, que na época batia de frente com a animação, ser demitido após desabafar sobre as derrotas no X (Twitter).
Em janeiro de 2012, O Novo Pica-Pau volta a ser exibido nos domingos, das 9h às 11h, seguido por Pica-Pau antigo. Esta exibição ocorreu no programa Record Kids. No dia 3 de dezembro de 2015, Flavio Ricco, colunista do portal UOL noticiou que a licença da Record com a Universal havia expirado, no dia seguinte, a emissora anunciou que havia renovado a licença para 2016.
Em setembro de 2016, a emissora voltou a exibir o personagem, substituindo a série Todo Mundo Odeia o Chris (que voltou aos domingos, levando Pica-Pau aos sábados), Em 2019, a Record fez outra renovação, exibindo aos domingos, a última exibição desse contrato foi até 26 de dezembro de 2021, com uma nova renovação, o personagem voltou para a emissora para ser exibido a partir de 16 de janeiro de 2022.
Em 2017, a NBCUniversal lançou um canal no YouTube em inglês, espanhol, português brasileiro e em português europeu (brevemente disponível), a versão em português possui 5,47 milhões de assinantes, o dobro das versão em espanhol e dez vezes mais que a versão em inglês. Em dezembro de 2018, a websérie foi disponibilizada no canal brasileiro com dublagem em português.
Entre 2017 e 2019, os desenhos foram exibidos aos sábados até serem substituídos pelo Balanço Geral, em janeiro de 2020, a emissora renova a licença para exibir os desenhos, com a licença valendo até outubro de 2021. Em julho de 2021, a série O Novo Pica-Pau estreou no serviço de streaming Globoplay, a série também está disponível no NOW, serviço da Claro TV e no Prime Video da Amazon. Em julho de 2022, o serviço Globoplay disponibilizou "O Pica-Pau e seus amigos".
Em outubro de 2022, uma coleção de roupas intítulada Reserva + Pica-Pau foi lançada pela rede de lojas Reserva, na compra de qualquer produto da coleção, o cliente ganhava uma revista em quadrinhos ilustrada pelo quadrinhista Flávio Luiz Nogueira.
Em fevereiro de 2024, a RecordTV renovou a licença para exibir por mais dois anos. Em junho do mesmo ano, a emissora tira as séries do ar.

## Os traços dos animadores
Alguns dos primeiros curtas produzidos por Walter Lantz e Alex Lovy, no início dos anos 40, apresentavam algumas vezes uma animação que não seguia sempre um padrão ou modelo definido, algo que pode ser chamado de "Animation bump" (que em tradução livre para português significa "colisão de animação"). Sendo assim, cada animador tinha o seu próprio traço para os personagens, que mudavam um pouco de uma cena para outra. Muitos historiadores consideram que a animação melhorou enormemente quando o diretor Shamus Culhane entrou no estúdio, mas ainda assim se mostrava meio "descuidada". A animação, finalmente, levantou a sua qualidade quando o artista Dick Lundy assumiu como diretor, mas depois decaiu um pouco após o desligamento temporário do estúdio de Walter Lantz em 1949. Alguns consideram que a qualidade ficou muito boa quando Don Patterson substituiu Lundy na direção, mas ainda se mostrava oscilante quando Patterson saiu e foi substituído por Paul J. Smith e Alex Lovy (quando este retornou ao estúdio).
A animação de alguns curtas também decaiu um pouco perto do fim da vida do estúdio de Walter Lantz, durante os anos 60 até o início dos 70, quando Lantz os produzia direto para a televisão no programa "The Woody Woodpecker Show" (na mesma época da animação limitada para a TV, muito usada também pela Hanna Barbera). Nessa época foram usados animadores com traços completamente diferentes uns dos outros, em um mesmo episódio, como por exemplo nos curtas: O Doce Lar Quase Destruído ("Home Sweet Homewrecker"), e O Fotógrafo Chato ("The Shutter Bug"), que foram animados por Ray Abrams, Al Coe, Art Davis e Lester Kline. Estes animadores vieram de estúdios diferentes, por exemplo: Ray Abrams fazia a animação dos desenhos do Droopy para a MGM, e passou a trabalhar para Lantz desde os anos 50. Al Coe foi um animador da Disney, que trabalhava nos desenhos do Pato Donald e Tico e Teco nos anos 1950, e se mudou para o estúdio de Lantz nos anos 60. Art Davis animava anteriormente os desenhos da turma do Pernalonga da Warner Bros. Lester Kline trabalhou somente para Lantz, algumas vezes nos anos 30 e 40, e retornou somente em 1956 a partir do episódio Festival de Cucos ("Calling All Cuckoos"), sua animação era bem pobre em comparação a outros animadores renomados.
Ainda durante a década de 60, houve alguns curtas dirigidos por Sid Marcus, como: Chá Chado pra Dois ("Tepee for Two"), Esperto contra Sabido ("Dumb Like a Fox"), Os Parentes ("Skinfolks"), e Que Lindinho, o Cachorrinho ("Get Lost! Little Doggy"), que traziam Art Davis e Ray Abrams trabalhando juntos na animação, ainda que com traços um pouco diferentes. Ray Abrams fazia o Pica-Pau mais magro, e sempre com um espaço de cor azul do lado da barriga branca, com um traço parecido com o que era utilizado nos anos 50 (criado pela animadora Laverne Harding), enquanto Art Davis fazia um Pica-Pau mais "gordinho" e de topete mais cheio. Posteriormente, Abrams e Davis conseguiram "sincronizar" melhor seus traços em episódios como: Os Três Pica-Paus ("Three Little Woodpeckers") e A Observadora de Pássaros ("Birds of a Feather"). Contudo, em episódios dirigidos por Paul J. Smith, como: Auto Estrada Fracassada ("Freeway Fracas"), Pica-Pau e o Pé de Feijão ("Woody and the Beanstalk"), e A Fonte da Juventude ("Flim Flam Fountain"), ainda havia problemas com os traços diferentes de Al Coe e Lester Kline (ou "Les Kline" como era creditado no início dos desenhos). O principal problema nessa época foi o fato de que nas cenas animadas por Al Coe, os desenhos eram bem mais detalhados e com movimentos mais "elegantes", enquanto nas cenas de Lester Kline, os desenhos eram bem mais pobres e com traços e movimentos mais simples.
Esses problemas com o traço dos personagens só começaram a ser corrigidos novamente no início dos anos 1970, quando o diretor Paul J. Smith recrutou vários animadores da Disney que trabalhavam com Al Coe nos desenhos do Pato Donald dos anos 1950, eram eles: Tom Byrne, Joe Voght, e Volus Jones, conseguindo assim manter o mesmo traço e estilo de Coe. Mas segundo alguns historiadores de animação, essa mudança foi realizada um pouco tarde demais, pois só foi feita em 1972, no mesmo ano em que o estúdio de Walter Lantz viria a fechar suas portas.
O time de animadores recrutado por Paul J. Smith, vindos dos estúdios de Walt Disney, chegaram a animar juntos somente 8 curtas do Pica-Pau, que foram: "História pra Índio" (Indian Corn), "Nem Tudo que Reluz é Ouro" (Gold Diggin' Woodpecker) Nunca Aposte num Poste Furado ("Pecking Holes in Poles"), Chili com Carne ("Chili Con Corny"), Um Cão Falante ("Show Biz Beagle"), Por Amor à uma Pizza ("For the Love of Pizza") Gênio Engenhoso ("The Genie With the Light Touch"), e "Adeus às Aulas" (Bye, Bye, Blackboard).

### Mudanças
Como todos os personagens de Hollywood, o design do Pica-Pau mudou um pouco com o tempo. Na época do "Pica-Pau biruta", o personagem aparentava ser mais amalucado e grotesco, inclusive na aparência. Ele era vesgo e possuía um dente no bico, sua barriga era vermelha, seus olhos verdes e possuía penugens brancas no pescoço e entre as pernas, além das penas coloridas na cauda. O desenho animado O barbeiro de Sevilha ("The Barber of Seville") apresentou o novo visual do Pica-Pau, desenhado pelo animador Emery Hawkins, e que foi usado até o final dos anos 1940. Nos anos 1950, sua aparência era mais simplificada: sua estatura diminuiu; seu olhar amalucado foi substituído por expressões mais lúcidas; sua barriga passou a ser branca e seus olhos passaram a ser negros, assim como suas penas na cauda; suas pernas foram cobertas pela penugem azul, e ele ganhou as famosas luvas brancas de desenho animado (como as do Mickey), e seu topete foi virado para a frente. Em 1999, o novo Pica-Pau voltou a ter olhos verdes e topete virado para trás, mas fora isso preservou as características de sua última versão.
Em 1944, no desenho O doido da praia ("The Beach Nut"), apareceu um personagem de grande importância na carreira do Pica-Pau: seu rival de longa data Leôncio ("Wally Walrus", nome que também aparece em alguns episódios dublados).

## Bordão na abertura
Durante o curta "Knock Knock", na primeira cena onde o Pica-Pau aparece saindo de um buraco no telhado, ele diz: "Guess who?!" (que significa "adivinhe quem é?"). Essa frase se tornaria clássica e passaria a ser usada sempre nas aberturas dos próximos curtas do Pica-Pau. Desde os curta-metragens produzidos nos anos 1940 até os anos 1970, o personagem sempre abre seus episódios dizendo essa frase, e logo em seguida dando sua também famosa risada. Na versão dublada em português brasileiro, essa frase não é traduzida (com exceção do episódio "O Último Martin" ["Ozark Lark"], dublado pelo estúdio AIC - São Paulo, onde o dublador Olney Cazarré faz a voz do Pica-Pau na abertura dizendo: "Olá!"), e por causa disso muitos dos telespectadores brasileiros não conseguem entender o que – e por que – o personagem diz aquilo na abertura (curiosamente alguns chegam a entender a frase como: "Pensou" ou "Pessoal").
Um fato curioso é que na primeira aparição do personagem em "Knock Knock" ("Pica-Pau Ataca Novamente") foi cometido um erro na edição das vozes em inglês, e a voz de Mel Blanc não foi acelerada como sempre é feito nas outras falas do personagem, e devido a isso o Pica-Pau fala "Guess Who?!" com uma voz normal de homem, no lugar da sua típica voz esganiçada. Esse erro também acontece em algumas frases ditas pelo Pica-Pau no final dos curtas "Pantry Panic" (ou "Pânico na Cozinha"), e "The Loan Stranger" (ou "A Loja do Prego").

## A Canção do Pica-Pau
O Pica-Pau foi um dos personagens mais populares dos anos 1940, e chegou a ganhar sua própria estrela na Calçada da Fama e até o seu próprio tema musical chamado: A Canção do Pica-Pau ("The Woody Woodpecker Song"). A canção foi composta por Kay Kyser, e cantada por Gloria Wood e Harry Babbit, em 1948. A música foi um grande sucesso, vendendo cerca de 250 mil discos em dez dias desde o lançamento. Em 1948, a "Canção do Pica-Pau" foi usada no desenho animado Apólice Cobertor ("Wet Blanket Policy"). Este desenho teve a honra de ser o único que foi indicado para o Oscar de Melhor Música. E foi também neste desenho que foi introduzido um novo personagem: o Zeca Urubu ("Buzz Buzzard"). Drooler's Delight (Delícia Gelada) de 1949 é o último episódio com a voz de Ben Hardaway (Mel Blanc, o 1ª ator de voz do Pica-Pau, dublou apenas os três primeiros episódios) e também o último da chamada "era de ouro" dos anos 40, pois após esse episódio Walter Lantz, por questões financeiras, fechou seu estúdio e só o reabriu dois anos depois.

## Espécie

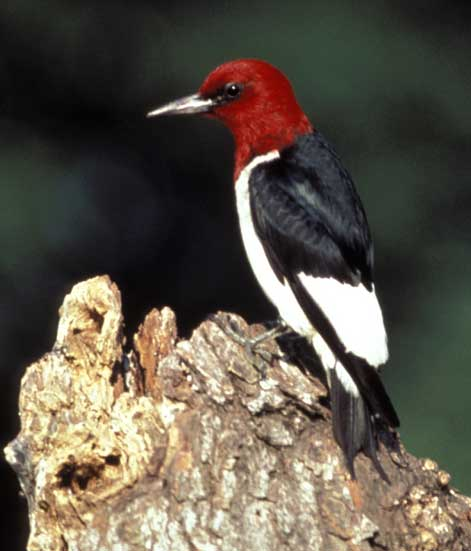
Pica-Pau de Cabeça Vermelha.

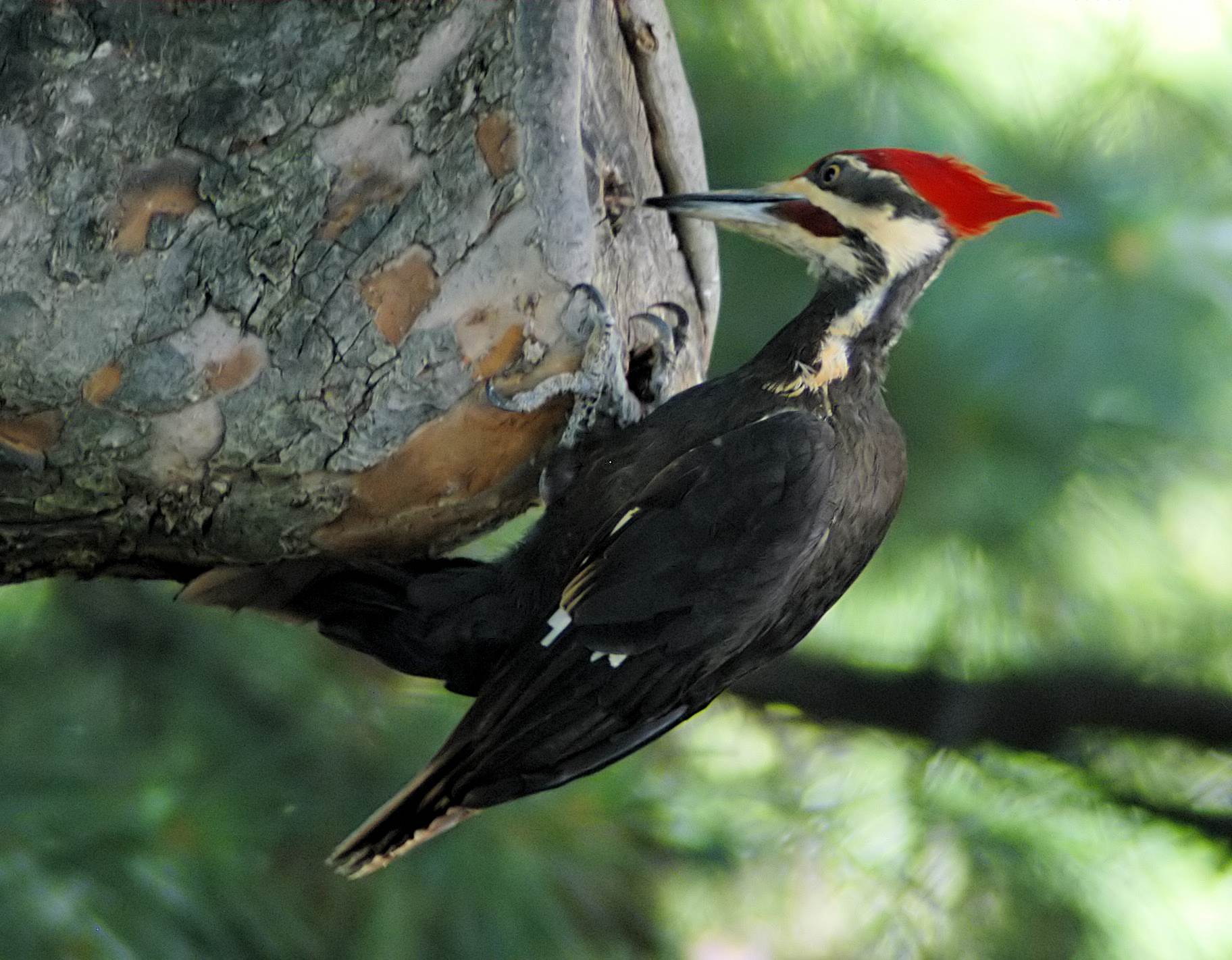
O Pica-Pau de Penacho lembra o personagem pelo topete distinto.

Em nenhum desenho animado foi dito de que espécie exatamente é o personagem Pica-Pau, embora no episódio Esperto Contra Sabido ("Dumb Like a Fox") seja dito que o seu nome científico é Campephilus principalis. O topete vermelho dele faz parecer que ele é um Pica-Pau de Penacho (uma espécie de pica-pau muito comum nos Estados Unidos), porém o design e as cores do corpo dele nos anos de 1944 até 1946, cabeça e pescoço vermelho, corpo azul escuro e peito branco, lembram mais um Pica-Pau de Cabeça Vermelha (outra espécie comum nos EUA, que tem a cabeça vermelha mas não tem o topete).

## A Voz do Pica-Pau

### A risada

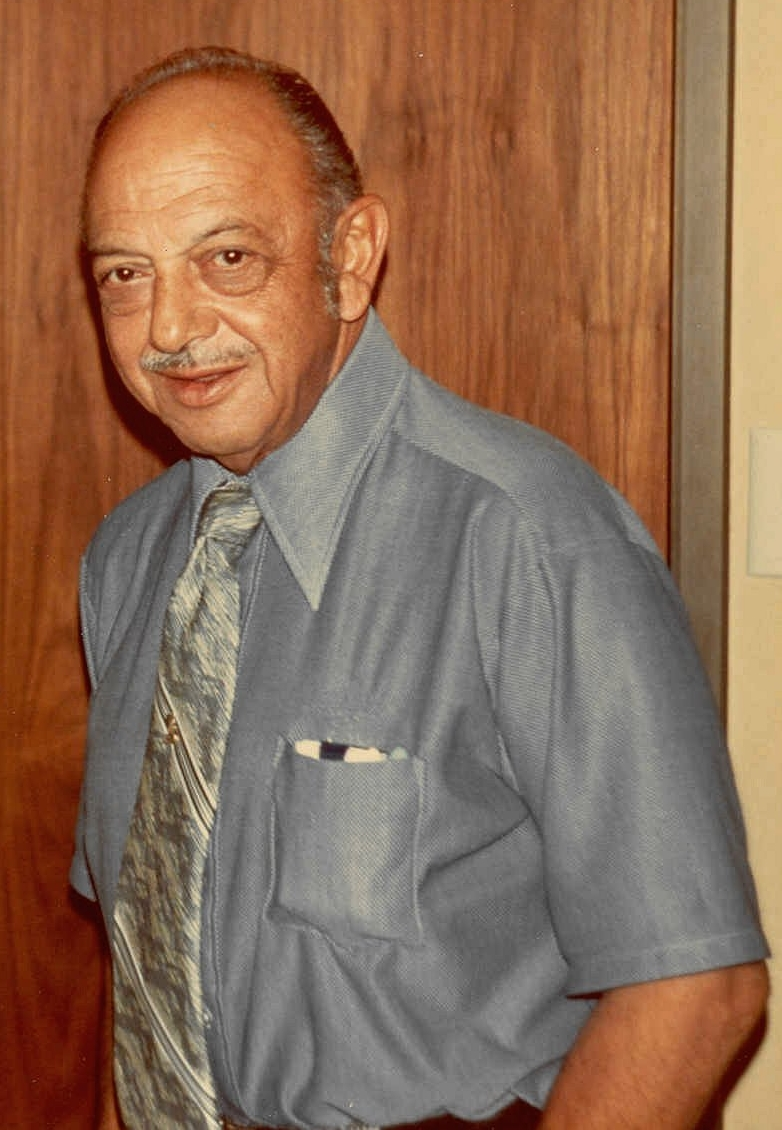
O dublador Mel Blanc foi o criador da risada do Pica-Pau.

Uma característica inconfundível no Pica-Pau é que, no começo e no final de seus desenhos, ele sempre emite a sua famosa e estridente risada, inspirada do canto do Pica-Pau-das-Bolotas. Essa risada foi criada pelo dublador americano Mel Blanc antes mesmo da existência do Pica-Pau. Antes do Pica-Pau, Blanc já tinha usado a risada para o coelho Happy Rabbit da Warner Bros, que mais tarde evoluiu para o Pernalonga ("Bugs Bunny"); a risada foi usada pelo coelho em apenas quatro curtas. Sendo usada último no curta "Elmer's Candid Camera",  curta que chegou a ser exibido no Brasil e recebeu o título de "A Câmera de Hortelino". No Brasil, esse episódio foi primeiramente dublado em 1996 para a TV com o dublador Mário Monjardim fazendo a voz do coelho, e depois redublado em 2004 para o DVD, dessa vez com o dublador Alexandre Moreno, mas nas duas dublagens a risada que o coelho dá no fim do episódio (logo depois de chutar o Hortelino para dentro de uma lagoa) foi dublada em português como se o Pernalonga estivesse apenas rindo normalmente. Depois de Happy Rabbit, Mel Blanc usou a risada para o Pica-Pau em seu primeiro desenho animado: "Knock Knock", risada que acabou combinando perfeitamente com o personagem e se tornou a marca registrada do pássaro. O próprio Blanc forneceu a voz para os três primeiros curtas do Pica-Pau até o episódio "'Pantry Panic" em 1941, mas depois disso Blanc assinou um contrato de exclusividade com a Warner Bros, que só permitia que ele fizesse as vozes dos personagens da Warner, e ele não pode continuar a fazer a voz do Pica-Pau, e foi substituído por Ben Hardaway e também pela própria esposa de Walter Lantz, Grace Stafford, porém a risada que Blanc havia gravado foi usada até o final dos anos 1940 e em 1951 os outros atores de voz tiveram que adaptar a risada com suas próprias vozes. Por isso ela foi mudando um pouco durante os anos.
Um fato a ser observado é que tanto Mel Blanc quanto os outros atores gravavam a risada e a voz do Pica-Pau com suas vozes normais, e só depois é que a gravação era acelerada para dar um tom mais "esganiçado" ao Pica-Pau.
No filme Looney Tunes: Back in Action há uma cena cortada que faz referência ao fato de que a risada criada por Mel Blanc ja havia sido usada no Pernalonga. A cena mostra o Pernalonga sendo atingido pelo raio do diamante "Macaco Azul" e se transformando de novo em sua "forma primitiva" (que é o Happy Rabbit) e dando por duas vezes a famosa risada porém com a voz bem grossa. A cena acabou não entrando para o filme, apenas nos extras do DVD.

## Indicações ao Oscar
Ao longo de sua carreira, o Pica-Pau recebeu três indicações ao Oscar, sendo duas na categoria de Melhor Curta Animado e uma na categoria de Melhor Canção Original. O desenho animado Apólice Cobertor ("Wet Blanket Policy") é marcado por ser o único curta-metragem de animação que foi indicado ao Oscar de Melhor Canção Original durante toda a história do cinema.
Em 1979, Walter Lantz ganhou um Oscar Honorário "por levar alegria e risos a todas as partes do mundo através da seus desenhos animados".
| Ano  | Desenho Animado                                            | Categoria                                            | Resultado |
| ---- | ---------------------------------------------------------- | ---------------------------------------------------- | --------- |
| 1943 | O Acrobata Maluco ("The Dizzy Acrobat")                    | Melhor Curta Animado                                 | Indicado  |
| 1947 | Trechos Musicais de Chopin ("Musical Moments from Chopin") | Melhor Curta Animado                                 | Indicado  |
| 1948 | Apólice Cobertor ("Wet Blanket Policy")                    | Melhor Canção Original ("The Woody Woodpecker Song") | Indicado  |

## Recepção

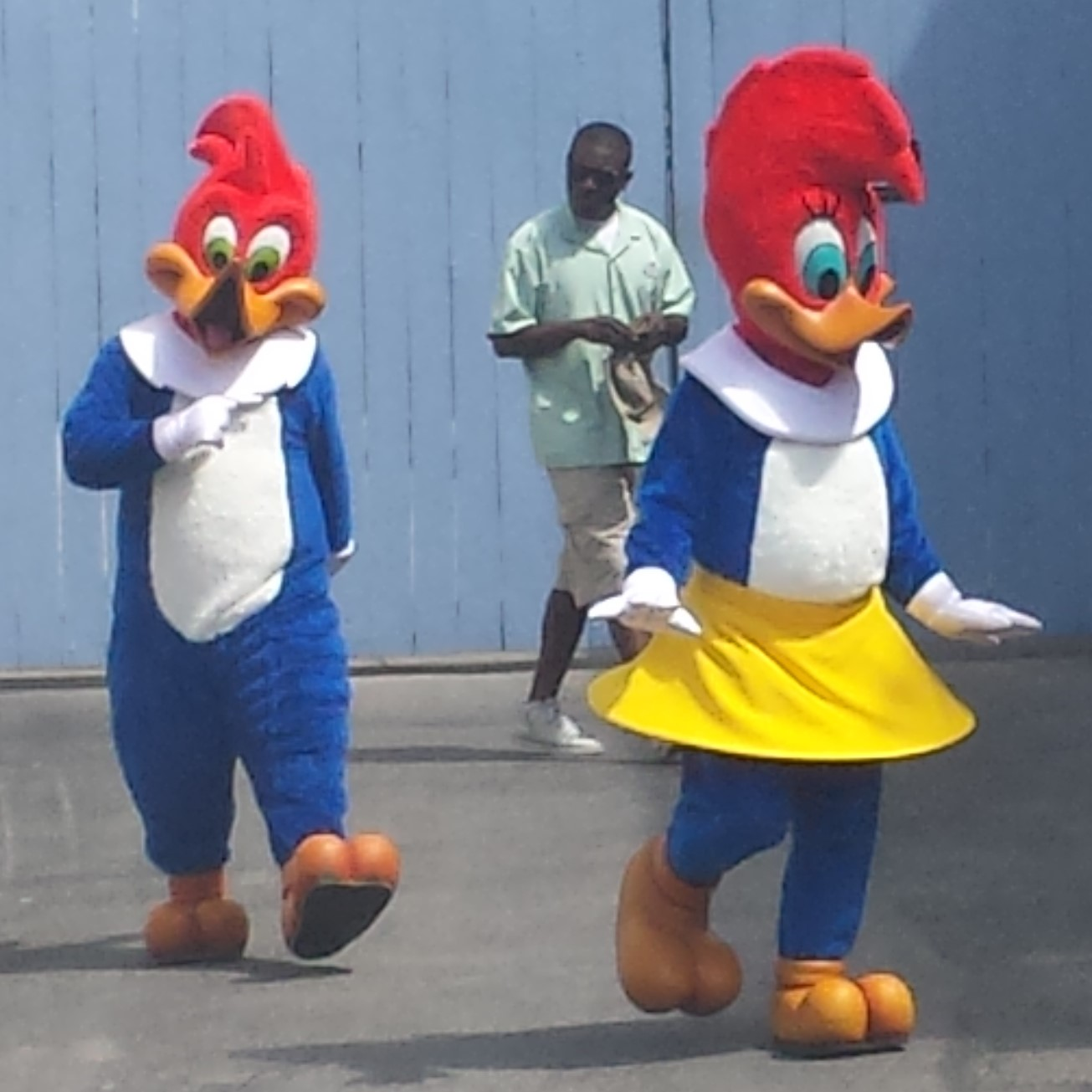
Pica-Pau e Winnie, como vistos no Universal Studios Florida.

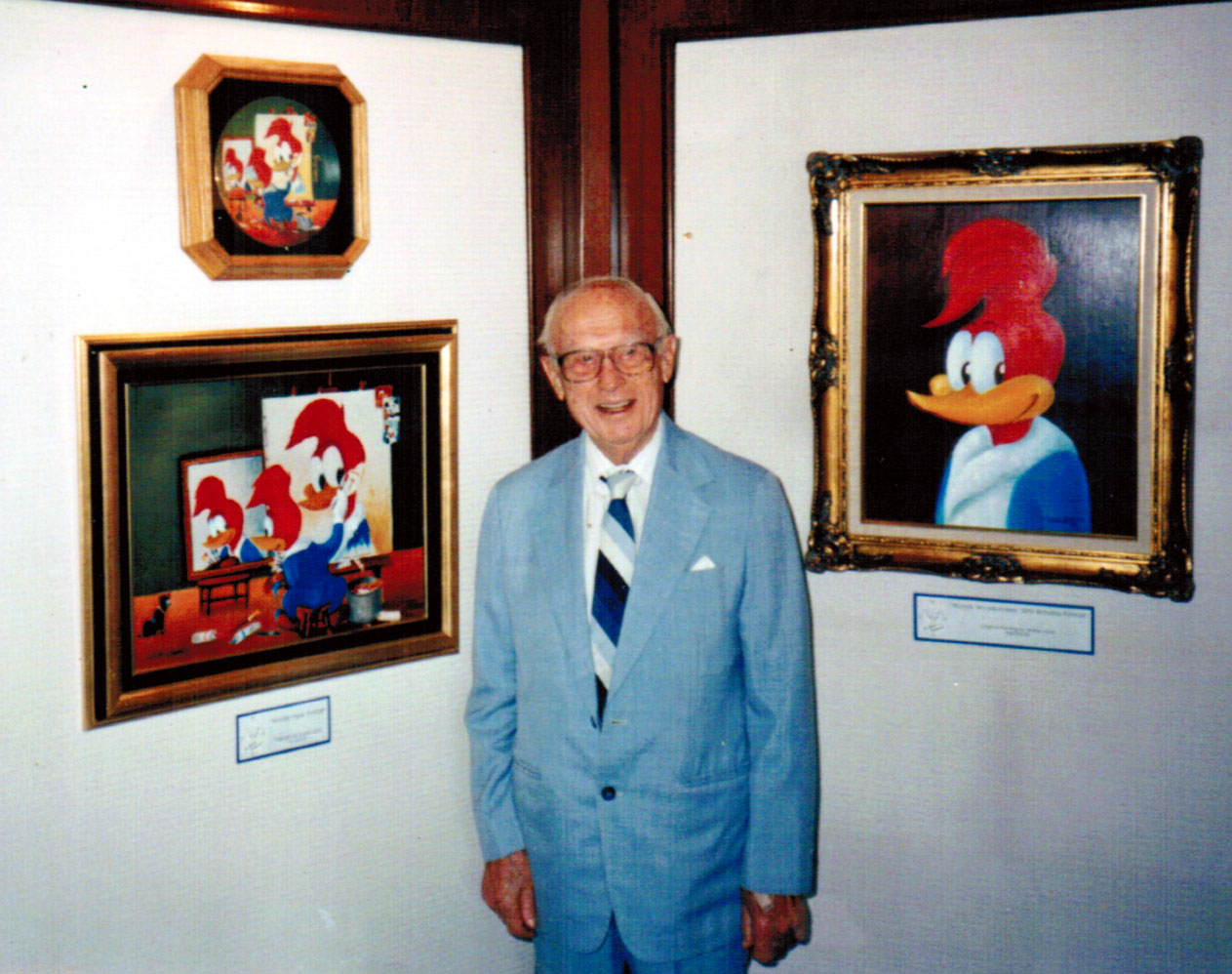
Walter Lantz com sua criação mais famosa

The Woody Woodpecker Show foi eleita a 88ª melhor série animada pelo IGN.
Walter Lantz e o pioneiro do cinema George Pal eram bons amigos. As participações especiais de Pica-Pau em quase todos os filmes que Pal produziu ou dirigiu - por exemplo, durante a sequência de 1966 em The Time Machine (1960), uma menina deixa cair seu boneco do Pica-Pau quando vai para um abrigo antiaéreo. Em Doc Savage: The Man of Bronze (1975), Grace Stafford aparece, carregando um boneco do Pica-Pau.
Pica-Pau ficou em 46º lugar na lista dos 50 maiores personagens de desenhos animados de todos os tempos do TV Guide em 2002 e 2003. Ele ficou em 25º lugar na lista dos 50 maiores animais do cinema do Animal Planet em 2004. O personagem foi citado e falsificado em muitos programas de televisão posteriores, entre eles Os Simpsons, American Dad!, South Park, Os Padrinhos Mágicos, Family Guy, Seinfeld, Frango Robô, Three's Company e Flash Toons.
Pica-Pau é o mascote oficial do Universal Studios. Em 1998 e 1999, Pica-Pau apareceu no nariz da equipe Williams de Fórmula 1 e, em 2000, tornou-se o mascote oficial da Honda Motorcycle Racing Team.

## Mídia doméstica
Um punhado de fitas VHS do Pica-Pau não abrangentes foram emitidas pela Universal nas décadas de 1980 e 1990, geralmente incluindo os desenhos de Andy Panda e Picolino como bônus. Alguns foram amplamente lançados em VHS em meados da década de 1980 pela Kid Pics Video, uma empresa americana de legalidade duvidosa, que empacotava os desenhos animados Pica-Pau com desenhos piratas da Disney. No início dos anos 2000, uma série de fitas VHS e DVDs de Woody Woodpecker Show encomendados pelo correio foram disponibilizados pelo correio através da Columbia House.
Em 2007, a Universal Studios Home Entertainment lançou The Woody Woodpecker and Friends Classic Cartoon Collection, um DVD de três discos em uma compilação de Walter Lantz "Cartunes". Os primeiros quarenta e cinco curtas do Pica-Pau - de Knock Knock a The Great Who-Dood-It - foram apresentados na caixa em ordem cronológica de lançamento, com vários curtas de Picolino, Andy Panda, Swing Symphonies e outros curtas de Lantz também incluídos. The Woody Woodpecker and Friends Classic Cartoon Collection: Volume 2, incluindo os próximos quarenta e cinco desenhos animados do Pica-Pau, de Termites from Mars a Jittery Jester - foi lançado em 2008. Um best-of de lançamento simples, intitulado Woody Woodpecker Favorites, foi lançado em 2009, que não continha nenhum material novo em DVD. Os planos para novos lançamentos, bem como o lançamento de um DVD de região 1 de The New Woody Woodpecker Show, estão atualmente suspensos por razões desconhecidas, embora a série de 1999 tenha recebido lançamentos em VHS e DVD fora da América do Norte e esteja disponível no Hulu.
Além dos lançamentos autorizados, o desenho animado do Pica-Pau mais amplamente disponível em home video é Pantry Panic, que está em domínio público.
| Título                                                                 | Desenhos                         | Data de lançamento  |
| ---------------------------------------------------------------------- | -------------------------------- | ------------------- |
| The Woody Woodpecker and Friends Classic Cartoon Collection            | 45 curtas do Pica-Pau, 30 outros | 26 de julho de 2007 |
| [The Woody Woodpecker and Friends Classic Cartoon Collection: Volume 2 | 45 curtas do Pica-Pau, 30 outros | 15 de abril de 2008 |
| Woody Woodpecker Favorites                                             | 15 curtas do Pica-Pau, 5 outros  | 10 de março de 2009 |

## Filmografia

### Séries de TV
- The Woody Woodpecker Show (1957-1960, ABC)
- The Woody Woodpecker Show (1970-1972, NBC)
- The New Woody Woodpecker Show (1999-2003, FOX)
- Woody Woodpecker (2018- )

### Outras aparições
- Knock Knock (1940) - Apareceu pela primeira vez como um pica-pau maluco atormentando o andy panda e o papa panda (Pai do Andy Panda).
- Destination Moon (1950) - Apareceu em uma pequena animação, explicando como funciona um foguete espacial.
- Tom Thumb (1958) - Apareceu em uma pequena animação em Stop-motion junto com os outros brinquedos do Pequeno Polegar.
- Spook-a-Nanny (1964) - Um especial de Halloween para a TV.
- Who Framed Roger Rabbit (1988) - Fez uma pequena aparição em uma cena perto fim do filme.
- From the Earth to the Moon (1998)
- Son of the Mask (2005)
- Homer Simpson, This Is Your Wife (2006)

### Filmes
No início da década de 2010, Universal Studios e Illumination Entertainment planejaram um filme do Pica-Pau. John Altschuler e Dave Krinsky (King of the Hill) estavam em negociações para desenvolver uma história, mas o projeto foi cancelado. Em outubro de 2013, Bill Kopp anunciou que a Universal Pictures tinha lhe contratado para dirigir um filme de animação com três histórias entrelaçadas. Em 13 de julho de 2016, Cartoon Brew relatou que a Universal 1440 Entertainment estava filmando um filme em live-action/animação CGI baseado em Pica-Pau no Canadá. O filme está sendo dirigido por Alex Zamm e estrelado pelos atores Timothy Omundson e Thaila Ayala. As filmagens começaram em junho de 2016, e terminaram em julho daquele ano. Em dezembro de 2016, o estúdio lançou um teaser durante a Comic Con Experience, realizada em São Paulo. O filme foi lançado nos cinemas no Brasil em outubro de 2017.  o filme teve um lançamento diretamente em vídeo nos Estados Unidos em 6 de fevereiro de 2018.
Em 2021, um sequência, intulada Pica-Pau: Acampamento de Férias foi anunciada, em fevereiro de 2024, a Netflix anunciou que o filme será lançado na plataforma em abril do mesmo ano.

### Websérie
No dia 22 de novembro de 2018, a Universal Studios fez o lançamento de dez episódios de websérie do Pica-Pau no Youtube, disponibilizados em português brasileiro, espanhol e inglês. Lançados no dia 3 de dezembro de 2018, os episódios foram dirigidos por Alex Zamm, diretor do live-action de 2017. Em dois episódios, o Pica-Pau visita o Brasil. Em outubro de 2020, uma  segunda temporada foi lançada, com direção de Mike Milo e novamente com dois episódios ambientado no Brasil. Em 6 de de novembro de 2022, a terceira temporada é lançada, novamente dirigida por Mike Milo.

## Videogames
Devido à relativa populariade do personagem, vários videogames do Pica-Pau foram produzidos para diversas plataformas:
- Woody Woodpecker #1, Woody Woodpecker #2, e Woody Woodpecker #3 (1994) para 3DO Interactive Multiplayer;
- Férias Frustradas do Pica-Pau (1996) para Mega Drive e Master System (feito pela Tec Toy, vendido apenas no Brasil);
- Woody Woodpecker Racing (2000) para Dreamcast, PlayStation, PC e Game Boy Color;
- Woody Woodpecker: Escape from Buzz Buzzard Park (2001) para Game Boy Color, PC e PlayStation 2;
- Universal Studios Theme Parks Adventure (2001) para GameCube;[38]
- Woody Woodpecker in Crazy Castle 5 (2003) para Game Boy Advance.
- Woody Woodpecker In Waterfools  ou Pica-Pau em Cataratas em português (2008), jogo para celular publicado pela Glu Mobile.[39]

Por volta dos anos 1980, a Mattel havia comprado os direitos para lançar um videogame do Pica-Pau para Intellivision, e Grace Stafford gravou novos diálogos exclusivamente para o jogo. Porém, o jogo nunca foi completado e nem lançado.
Adicionalmente, vários jogos pachinkos têm sido lançados pela Maruhon, no Japão.